# Ksar Ait Zemrou
Ksar Ait Zemrou (en arabe : قصر آيت زمرو) est un village fortifié dans la province de Zagora, région de Draa-Tafilalet au sud-est du Maroc .